# 손진영
손진영(1985년 10월 31일 ~ )은 대한민국의 가수 겸 연기자이다.

## 앨범

### 디지털 싱글
| 번호 | 음반 정보                                             | 트랙 리스트 |
| ---- | ----------------------------------------------------- | --- |
| 1    | 《바보라서》 - 발매일 : 2012년 6월 21일               | 1. 바보라서 2. 바보라서 (Inst.)                                                                                                |
| 2    | 《진짜 사나이》 - 발매일 : 2013년 11월 13일           | 1. 진짜 사나이 2. 진짜 사나이 (Inst.)                                                                                          |
| 3    | Romantic Christmas - 발매일 : 2013년 11월 28일        | 1. Romantic Christmas (With 노수람) 2. 설레는노래 (로맨틱크리스마스) (With 노수람) 3. Romantic Christmas (Inst.) (With 노수람) |
| 4    | 《미안해》 - 발매일 : 2014년 6월 9일                  | 1. 미안해 2. 미안해 (Inst.) |
| 5    | 《한잔하자》 - 발매일 : 2014년 12월 9일               | 1. 한잔하자 2. 한잔하자 (Inst.)                                                                                                |
| 6    | GongGam Project Album 2015 - 발매일 : 2015년 12월 3일 | 1. 하루가 멀다 (With 허공) 2. 하루가 멀다 (Inst.) (With 허공)                                                                  |

### OST
- 《가족을 지켜라 OST Part 7》 (2015년)
- 《다시 시작해 OST Part 6》 (2016년)
- 《빛나라 은수 OST Part 2》 (2016년)

### 오디션
- 《사랑이라는 이름을 더하여》 (정동하, 손진영, 백청강, 이태권)
- 《이외수, 김태원의 청춘을 위하여》 (손진영, 백청강, 이태권)

## 출연작

### 드라마
- 2011년~2012년 MBC 창사 50주년 특별기획 《빛과 그림자》 - 홍수봉 역
- 2012년 tvN 금토드라마 《응답하라 1997》 - 어린 윤준혁 역 (특별출연)
- 2012년 MBC 일일시트콤 《엄마가 뭐길래》 - 손진영 역
- 2013년 MBC 수목드라마 《7급 공무원》 - 김풍언 역
- 2014년 MBC 《드라마 페스티벌 - 원녀일기》 - 이방 역
- 2015년 MBC 에브리원 《0시의 그녀》 - 광철 역
- 2015년 MBC 에브리원 《웹툰히어로 툰드라쇼 - 조선왕조실톡 시즌1》 - 수양대군 역
- 2016년 MBC 에브리원 《웹툰히어로 툰드라쇼 시즌 2 - 조선왕조실톡 시즌2》 - 신주환 (47세) 역

### 예능
- 2010년 《스타 오디션 위대한 탄생 1》 (MBC)
- 2013년 《추석특집 - 스타 애정촌》 (SBS)
- 2013년 《일밤 - 진짜 사나이》 (MBC)
- 2013년 《백만장자 게임 마이턴》 (tvN)
- 2013년 《해피투게더 시즌 3》 (KBS2)
- 2014년 《퀴즈쇼 사총사》 (KBS2)
- 2014년 《출발드림팀 시즌 2》 (KBS2)
- 2014년 《비타민》 (KBS2)
- 2014년 《별바라기》 (MBC)
- 2014년 《위기탈출 넘버원》 (KBS2)
- 2014년 《브라질월드컵 특집 아이돌 풋살 월드컵》 (MBC)
- 2014년 《특별생방송 헌혈, 생명을 나눕시다》 (KBS1)
- 2014년 《세상에서 가장 신나는 축제, 농악》 (KBS1)
- 2014년 《이제 만나러 갑니다》(채널A)
- 2015년 《청춘 익스프레스》 (KBS2)
- 2016년 《수상한 휴가》 (KBS2)
- 2016년 《미스터리 음악쇼 복면가왕 - 전설의 포수 백두산》 (MBC)

## 별명
- 구멍 병사 2호
- 아니지 일병
- 위대한탄생
- 손날두